# Готель «Бертрам»
«Готель "Бертрам"» (англ. At Bertram's Hotel) — 
детективний роман англійської письменниці Агати Крісті, опублікований 1965 року. Один з романів серії про міс Марпл.

## Сюжет
Джейн Марпл відправляється у відпустку до Лондону. Вона зупиняється в готелі «Бертрам» на Понд-Стріт. Постояльці готелю, як виявляється пізніше, приховують чимало секретів і от-от стануть ланками ланцюга загадкових подій. Усе починається з каноніка Пеннифазера, що спочатку пропускає свій літак, а повернувшись у готель зникає вночі. Його виявляють у лікарні, де він лікується після того, як його збив автомобіль. Іншу мешканку готелю, Ельвіру Блейк, хтось намагається застрелити, коли вона вертається пізно вночі. Замахуючись на Ельвіру Блейк у другий раз, злочинець випадково підстрілює Майкла Гормана. Міс Марпл починає розслідування.

## Персонажі
- Міс Марпл — гість готелю
- Містер Хамфрис — менеджер готелю
- Міс Горриндж — помічник Містера Хамфриса
- Роуз Шелдон — покоївка готелю
- Леді Селіна Хази — гість готелю
- Ельвіра Блейк — гість готелю
- Бесс, Леді Седжвік — мати Ельвіри
- Майкл "Мікки" Горман — колишній чоловік Леді Седжвік

## Екранізації
- Роман екранізовано 1987 року у рамках серіалу «Міс Марпл» (виробництво BBC), з Джоан Гіксон у головній ролі.
- Також роман екранізовано 2007 року у рамках серіалу «Міс Марпл Агати Крісті» (виробництво ITV), у головній ролі — Джеральдін Мак-Еван.